# Lagynochthonius innoxius
Lagynochthonius innoxius är en spindeldjursart som först beskrevs av Clarence Clayton Hoff 1959.  Lagynochthonius innoxius ingår i släktet Lagynochthonius och familjen käkklokrypare. Inga underarter finns listade i Catalogue of Life.